# 阪本篤
阪本 篤（さかもと あつし、1978年8月12日-）は、日本の俳優、劇団『温泉ドラゴン』主宰。ヘリンボーン所属。

## 来歴
「流山児★事務所」を経て、2010年4月に「温泉ドラゴン」を旗揚げ。2010年の旗揚げ以降全ての作品に参加。

かつては、エビス大黒舎に所属していた。

## 出演

### テレビ
- 白い春　第1話（2009年4月14日、フジテレビ） - 警官役
- ルビコンの決断（2010年、テレビ東京）世界初！夢の自転車〜坂道らくらく　驚異の新感覚〜 - 技術者役
- 変身!合体!超合金!（WOWOW）
- 遺留捜査　第10話（2011年6月15日、テレビ朝日） - 鑑識役

### 映画
- 東京ノワール（2018年8月4日、ヤマシタマサ監督） - 牧野役[2][3]

### 舞台

#### 温泉ドラゴン公演
- escape（2010年4月7日-4月11日、SPACE雑遊）[4]
- birth（2011年2月22日-2月27日、SPACE雑遊）[5]
- vision（2012年2月12日-2月19日、SPACE雑遊）[6]
- birth/escape - 二本立て興行（2012年8月15日-8月26日、Space早稲田）[7]
- 桜（2013年2月5日-2月10日、SPACE雑遊）[8]
- birth（2013年9月11日-9月16日、上野ストアハウス）
- birth - 温泉ドラゴン韓国公演（2014年9月17日-9月21日、韓国ソウル大学路・演友小劇場）
- birth final - 温泉ドラゴン帰国報告公演（2014年10月6日-10月7日、上野ストアハウス）
- 桜（2014年11月19日-11月24日、上野ストアハウス）
- カム伝（2015年3月11日-3月15日、上野ストアハウス）
- birth - 韓国3都市ツアー（2015年8月4日-8月5日、密陽国際演劇祭・8月6日、浦項国際演劇祭野外劇場・8月7日-8月8日、釜山HANGYEOL ARTHALL）
- 烈々と燃え散りしあの花かんざしよ（2015年10月14日-10月18日、上野ストアハウス）
- 或る王女の物語〜徳恵翁主〜（2016年11月2日-11月6日、SPACE雑遊）[9]
- 幸福な動物（2017年8月23日-9月3日、SPACE雑遊）作：原田ゆう・演出：シライケイタ[10]
- まだおとずれてはいない（2025年10月9日-13日〈予定〉、SPACE雑遊）[11]

#### その他の主な舞台出演
- 浮世混浴鼠小僧次郎吉（2007年1月24日-2月5日・2007年2月9日-2月12日・2007年2月15日-2月18日、流山児★事務所公演）[12][13][14]
- こころ（2007年7月13日-7月18日、龍昇企画公演）原作・夏目漱石　作・犬井邦益　演出・福井泰司[15]
- 秋の蛍（2007年11月2日-11月5日、それいけ!まっつぁん公演）作・鄭義信　演出・北村魚[16]
- 血は立ったまま眠っている（2008年2月1日-2月11日、流山児★事務所）[17]
- ウルリケメアリースチュアート（2008年12月28日-2009年1月10日、TPT公演）作・Eイェリネク　演出・川村毅[18]
- 風景の没落（2009年2月25日-3月1日、龍昇企画公演）[19]
- 背信（2010年6月25日-6月27日、演劇企画 ERAGI公演）[20]
- 杏仁豆腐のココロ（2013年11月27日-12月1日、清水直子公演）作・鄭義信　演出・越光照文[21]
- 櫻ふぶき日本の心中（2014年1月15日-1月19日、椿組公演）作・宮本研　演出・西沢英治[22]
- チャンバラ（2015年1月17日-1月25日、流山児★事務所公演）作・山元清多　演出・鄭義信[23]
- キネマと怪人（2016年1月29日-2月14日、公益社団法人日本劇団協議会公演）[24]
- うつし世は夢 夜の夢こそまこと（2016年5月15日、流山児★事務所公演）[25]
- 代代孫孫2016（2016年6月15日-6月21日、流山児★事務所公演）[26]
- デザートパーティ（2016年7月27日-7月31日、劇団PATHOS PACK公演）作・宇梶剛士　演出・シライケイタ
- 合言葉（2017年2月15日-2月19日、劇団PATHOS PACK公演）作・宇梶剛士　演出・今奈良孝行
- KUDAN（2017年4月12日-4月16日、座・高円寺1/2017年4月22日-4月23日、伊勢市観光文化会館・TOKYOハンバーグ公演）作/演出・大西弘記[27][28]
- ドドンコ、ドドンコ、鬼が来た！（2017年7月12日-7月23日、劇団椿組公演）[29]
- 灯に佇む（2024年10月3日-13日、加藤健一事務所公演）[30]

### VP
- HONDA『エコプロダクツ2010』イベント映像

### CM
- ACジャパン（2022年）